# NGC 5667
NGC 5667 (również PGC 51830 lub UGC 9344) – galaktyka spiralna z poprzeczką (SBc), znajdująca się w gwiazdozbiorze Smoka. Odkrył ją William Herschel 17 kwietnia 1789 roku.